# Новосёлки (Андреапольский район)
Новосёлки — деревня в Андреапольском городском округе Тверской области.

## География
Находится в западной части Тверской области на расстоянии приблизительно 32 км на север-северо-запад по прямой от города Андреаполь на восточном берегу озера Волкота.

## История
Деревня уже была показана на карте 1838 года. В 1872 году здесь (деревня Холмского уезда Псковской губернии) было учтено 2 двора, в 1939 — 6. До 2019 года входила в Волокское сельское поселение Андреапольского района до их упразднения.

## Население
Численность населения: 19 человек (1872 год), 0 как в 2002 году, так и в 2010.